# Weiziyu (köpinghuvudort i Kina, Liaoning Sheng, lat 41,44, long 124,50)
Weiziyu är en köpinghuvudort i Kina. Den ligger i provinsen Liaoning, i den nordöstra delen av landet, omkring 100 kilometer sydost om provinshuvudstaden Shenyang. Antalet invånare är 13 427. Befolkningen består av 6 519 kvinnor och 6 908 män. Barn under 15 år utgör 13,0 %, vuxna 15-64 år 78 %, och äldre över 65 år 8,0 %.
Runt Weiziyu är det ganska tätbefolkat, med 83 invånare per kvadratkilometer. Weiziyu är det största samhället i trakten. I omgivningarna runt Weiziyu växer i huvudsak lövfällande lövskog.
Genomsnittlig årsnederbörd är 1 236 millimeter. Den regnigaste månaden är juli, med i genomsnitt 341 mm nederbörd, och den torraste är januari, med 10 mm nederbörd.